# Потужный, Андрей Ксенофонтович
Андрей Ксенофонтович Потужный (1902 год — 1955 год) — советский физик, специалист в области высоковольтных конденсаторов, соавтор создания первого советского бетатрона. Организатор научной деятельности, первый директор Новосибирского электротехнического института (1953—1955 годы).
В 1930 году окончил Харьковский электротехнический институт, затем поступил в аспирантуру в 1939 году защитил кандидатскую диссертацию на тему «Исследование схем защиты подстанций на пространственной модели».
В 1947 году переехал в Томск, где работал в Томском политехническом институте, на должности декана электрофизического факультета.
В 1951 году назначен в команду занимающеюся строительством Новосибирского электротехнического института. Руководил работами по строительству первых учебных корпусов института. С 4 июня 1953 года назначен исполняющим обязанности директора института. 1 сентября 1953 года организовал работу по запуску учебного процесса в вузе. Первый поток составил 150 студентов обучавшихся на 2 факультетах — электро-механическом и радио-техническом, было организовано 7 кафедр, преподавательский состав состоял из 21 человека.
Понимая необходимость создания ускорителей заряженных частиц, которые бы могли внести значительный вклад в практическое изучение ядерной физики в СССР, Потужным была создана команда, перед которой была поставлена задача создания первого в стране бетатрона. В 1948 году задача была выполнена. Позже, по мере наращивания рабочей скорости изготовляемых в институте бетатронов, в вузе была организована лаборатория по выпуску бетатронов для высших учебных заведений страны. Изготовляемые устройства шли на нужды вузов Москвы, Ленинграда, Свердловска и других городов союза.
За годы работы Потужный был награждён орденом «Трудового Красного Знамени», медалью «За доблестный труд в Великой Отечественной войне 1941—1945 гг.» и знаком «Отличник социалистического соревнования Министерства промышленности средств связи».
Скончался в 1955 году.